# Sycophila plectroniae
Sycophila plectroniae is een vliesvleugelig insect uit de familie Eurytomidae. De wetenschappelijke naam is voor het eerst geldig gepubliceerd in 1952 door Risbec.